# Computer Channel
Computer Channel est une chaîne de télévision thématique par satellite ainsi qu'un portail internet éponyme consacré à l'informatique et aux télécommunications, disparu en 2002. Fondée en 1991, elle est détenue notamment par France Télécom et Wanadoo,,. 

## Histoire
Computer Channel est une chaîne francophone de télévision sur l’informatique, les télécoms et les nouvelles technologies à destination de professionnels. Son modèle économique initial repose sur les abonnements (dont le tarif est significatif, puisque les abonnés étaient des entreprises).
En 1999, Computer Channel propose une version Intranet de ses émissions s'intégrant aux l’Intranet des entreprises. Puis, le 14 février 2000, Computer Channel lance son portail informatique et multimédia sur Internet, relayé sur les portails Wanadoo et VOILA.
Ces chaînes connaissent un succès très modeste, qui ne leur permet pas d’être pérennes, se heurtant notamment à un problème de débit des réseaux de l’époque qui ne permet pas à beaucoup d’internautes de visionner aisément les vidéos.